# Alue Gintong
Alue Gintong is een bestuurslaag in het regentschap Aceh Besar van de provincie Atjeh, Indonesië. Alue Gintong telt 405 inwoners (volkstelling 2010).